# Falls City (Nebraska)
Falls City je grad u američkoj saveznoj državi Nebraska. Prema popisu stanovništva iz 2010. u njemu je živjelo 4,325 stanovnika.